# 268 (číslo)
Dvě stě šedesát osm je přirozené číslo, které následuje po čísle dvě stě šedesát sedm a předchází číslu dvě stě šedesát devět. Římskými číslicemi se zapisuje CCLXVIII a řeckými číslicemi σξη.

## Matematika
268 je:
- Deficientní číslo
- Nešťastné číslo
- Nepříznivé číslo

## Astronomie
- (268) Adorea je planetka hlavního pásu, kterou objevil v roce 1887 Alphonse Louis Nicolas Borrelly

## Doprava
- Silnice II/268 je česká silnice II. třídy vedoucí na trase Nový Bor – Zákupy – Mimoň – Ralsko-Kuřívody – Mnichovo Hradiště – Horní Bousov[1][2][3][4]

## Ostatní
- +268 je mezinárodní telefonní předvolba Svazijska

## Roky
- 268
- 268 př. n. l.